# Elke Kahr
Elke Kahr (Graz, 2 november 1961) is een Oostenrijks politica voor de Communistische Partij van Oostenrijk (KPÖ). Sinds 2021 is ze burgemeester van Graz, de tweede stad van Oostenrijk. 
Van 2005 tot 2021 zetelde ze als gemeenteraadslid in Graz. Bij de gemeenteraadsverkiezing in 2021 versloeg de KPÖ onverwacht de conservatieve ÖVP van Siegfried Nagl, al 18 jaar zittend burgemeester. Als leider van de grootste fractie vormde Kahr daarop een coalitie met Die Grünen en de sociaaldemocratische SPÖ. Kahr is de eerste vrouwelijke burgemeester van Graz en de eerste communistische burgemeester van een Oostenrijkse stad. In 2023 ontving zij de World Mayor Award.
- Gemeinsame Normdatei: 1122297467
- Virtual International Authority File: 8690148269790305230006